# Marienkapelle (Berlin)
| Marienkapelle    | Marienkapelle                                                   |
| ---------------- | --------------------------------------------------------------- |
| Kapellenbau      |                                                                 |
| Adresse          | Berlin-Mitte, Große Hamburger Straße 43                         |
| Baumeister       | Vinzenz Statz                                                   |
| Konfession       | römisch-katholisch                                              |
| Gemeinde         | St. Marien                                                      |
| Aktuelle Nutzung | Krankenhauskirche                                               |
| Gebäude          |                                                                 |
| Baubeginn        | 1851                                                            |
| Einweihung       | 1854                                                            |
| Erneuerungen     | u. a. in den 1970er und ab den 1990er Jahren                    |
| Stil             | Neugotik                                                        |
| Maße             | Treppenturm: 3 m × 3 m Kirchenschiff: Länge: 15 m, Breite: 12 m |

Die Marienkapelle ist eine Kapelle im baulichen Verbund mit dem katholischen St. Hedwig-Krankenhaus im Berliner Stadtzentrum. Krankenhaushauptbau einschließlich Kapelle stehen seit den 1980er Jahren unter Denkmalschutz. Die Kapelle dient den Borromäus-Schwestern, Krankenhausangestellten sowie Patienten als Gottesdienstraum. Sie ist ganztägig geöffnet.

## Geschichte und Beschreibung
Die Kapelle entstand zusammen mit dem Bau des Haupthauses für das Großkrankenhaus St. Hedwig in den Jahren 1851–1854 nach Plänen und unter Leitung des Kirchenbaumeisters Vinzenz Statz. Sie ist als Ostbau dem Haupthaus angefügt und aus dem Baukörper deutlich herausgeführt. Wegen der kompakten Bauweise besitzt sie nur wenige hoch angeordnete große Fenster. Den schlanken Treppenturm mit sechseckigem Grundriss an der Südostecke des Kapellenbaus deckt ein Pyramidendach.

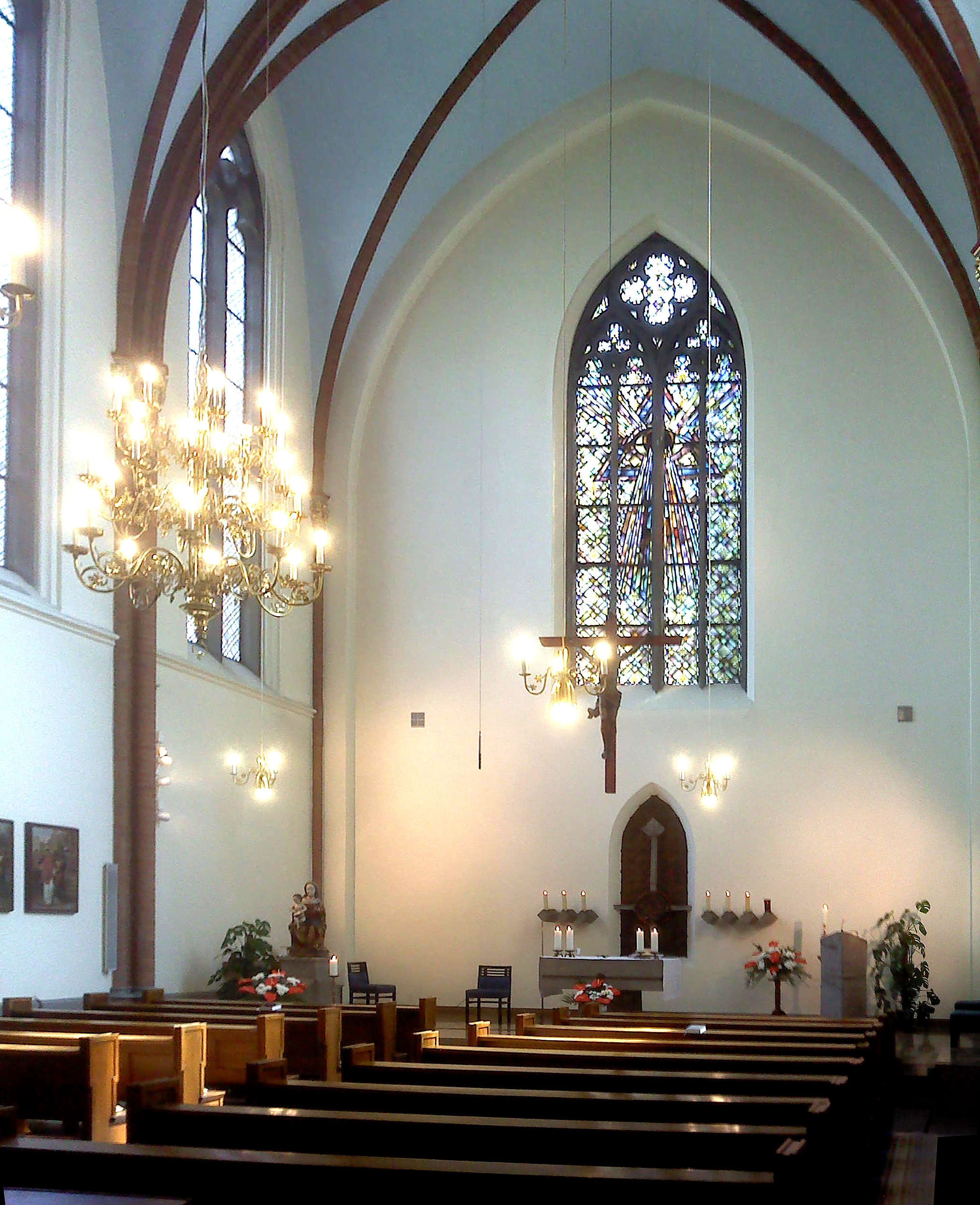
Blick in den Kirchenraum: Kronleuchter, Altarpodium mit Marienfigur, Altartisch sowie Altarfenster mit Kruzifix davor und Ambo

Im Inneren der Kapelle befindet sich auf dem Altarpodium die Schnitzfigur der Heiligen Maria mit dem Jesuskind auf dem Schoß. Die ursprünglich hier ebenfalls aufgestellt gewesene Pietà erhielt zu Beginn des 21. Jahrhunderts in einer Fensternische neben der Haupttreppe im Haupthaus einen neuen Platz. Beide Figuren stammen aus der Mitte des 18. Jahrhunderts, sie wurden also von anderen Einrichtungen hierher gebracht.
Die hölzernen Kirchenbänke sind in zwei parallelen Reihen zu je acht hintereinander angeordnet und bieten rund 150 Kirchenbesuchern Platz.
Die Decken und Wände der Kapelle hat der Berliner Kirchenmaler J. P. Nowag im Jahr 1874 nach Entwürfen des Kölner Künstlers Kleinert farbig gestaltet. Die farbigen Flächen sind aber spätestens bei einer Renovierung zum Ende des 20. Jahrhunderts weiß übermalt worden.
Die geweißte Ostwand mit dem Altar wird mit einem vierteiligen weit oben angeordneten und bunt ornamentierten Fenster im ineinandergeschachtelten Spitzbogenformat unterbrochen. Darin erstreckt sich über mehrere Glasflächen eine symbolische Darstellung vom Auge der Vorsehung. Unter dem Fenster und im Blickfeld der Kirchenbesucher bildet eine spitzbogige Nische mit beidseitigen Wand-Kerzenleuchtern mit einem davor aufgestellten schlichten ungeschmückten Altartisch und einem Ambo den Gottesdienstbereich. Davor hängt ein hölzernes Kruzifix.
In einer ausgeformten spitzbogigen Apsis des Querhauses steht leicht erhöht eine kleine Orgel. Eine hüfthohe hölzerne Wand, verziert mit Blättergirlanden und Schriftzügen, bildet die Trennung zum Kirchenraum.
Von der Deckenwölbung der Kapelle hängt ein schmiedeeiserner Kronleuchter herab. In einer Ecke des Kirchenraumes steht ein schlichter kupferner Weihwasserkessel.
An beiden Längsseiten des Kapellenraumes hängen farbige Bildtafeln, die den Kreuzweg illustrieren.
Der Fußboden ist mit farbigen Mosaik-Fliesen von Villeroy und Boch bedeckt. Im Mittelgang zwischen den Bänken sind sie als Teppich gestaltet, auf dem die vier sogenannten Grundelemente Feuer („Ignis“), Wasser („Aqua“), Luft („Aer“) und Erde („Terra“) symbolisiert sind. Auf dem Gang vor der Altarestrade sind dagegen die Evangelisten durch ihre Symbole sowie Jesus Christus ebenfalls als Mosaike dargestellt.

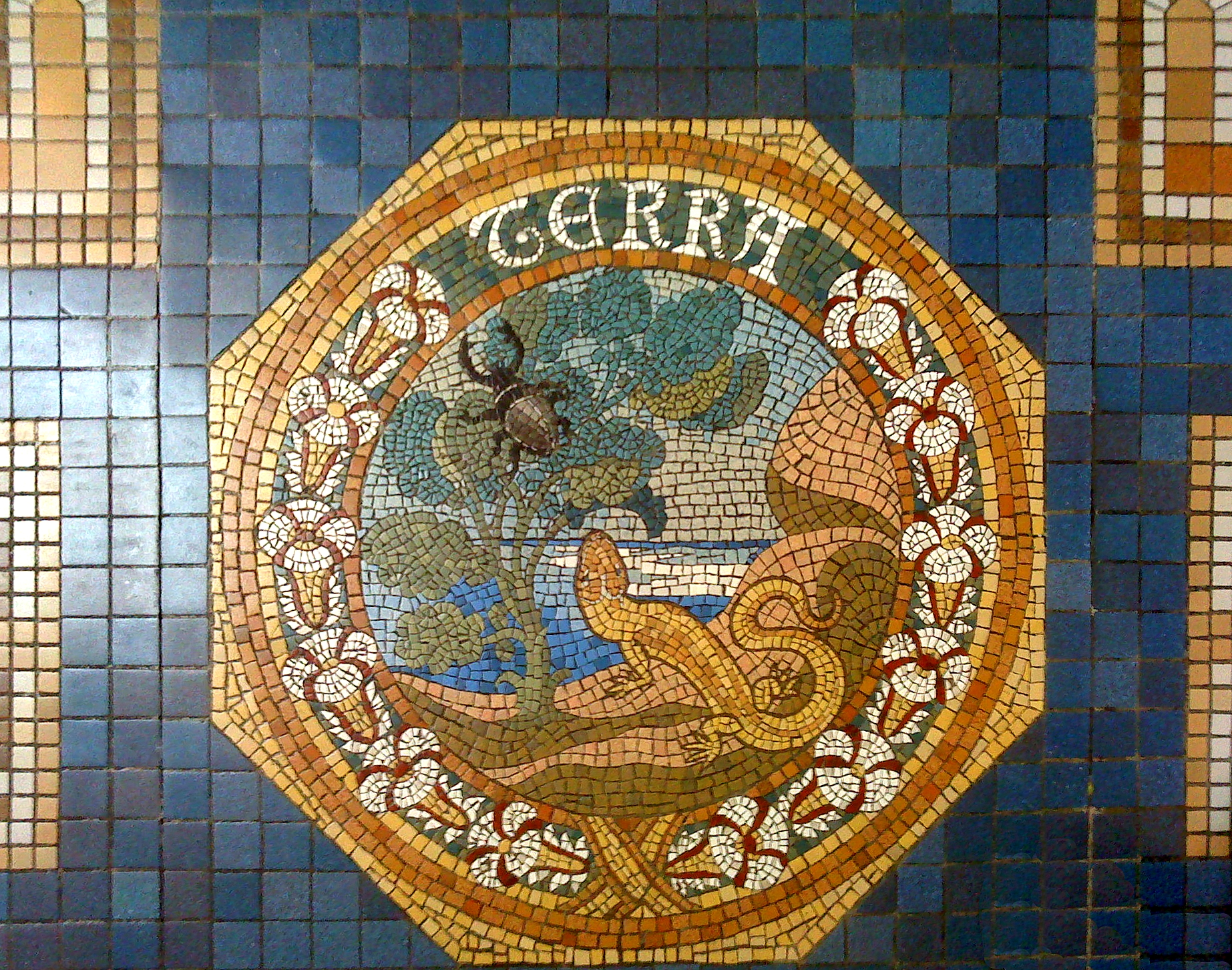
Erde
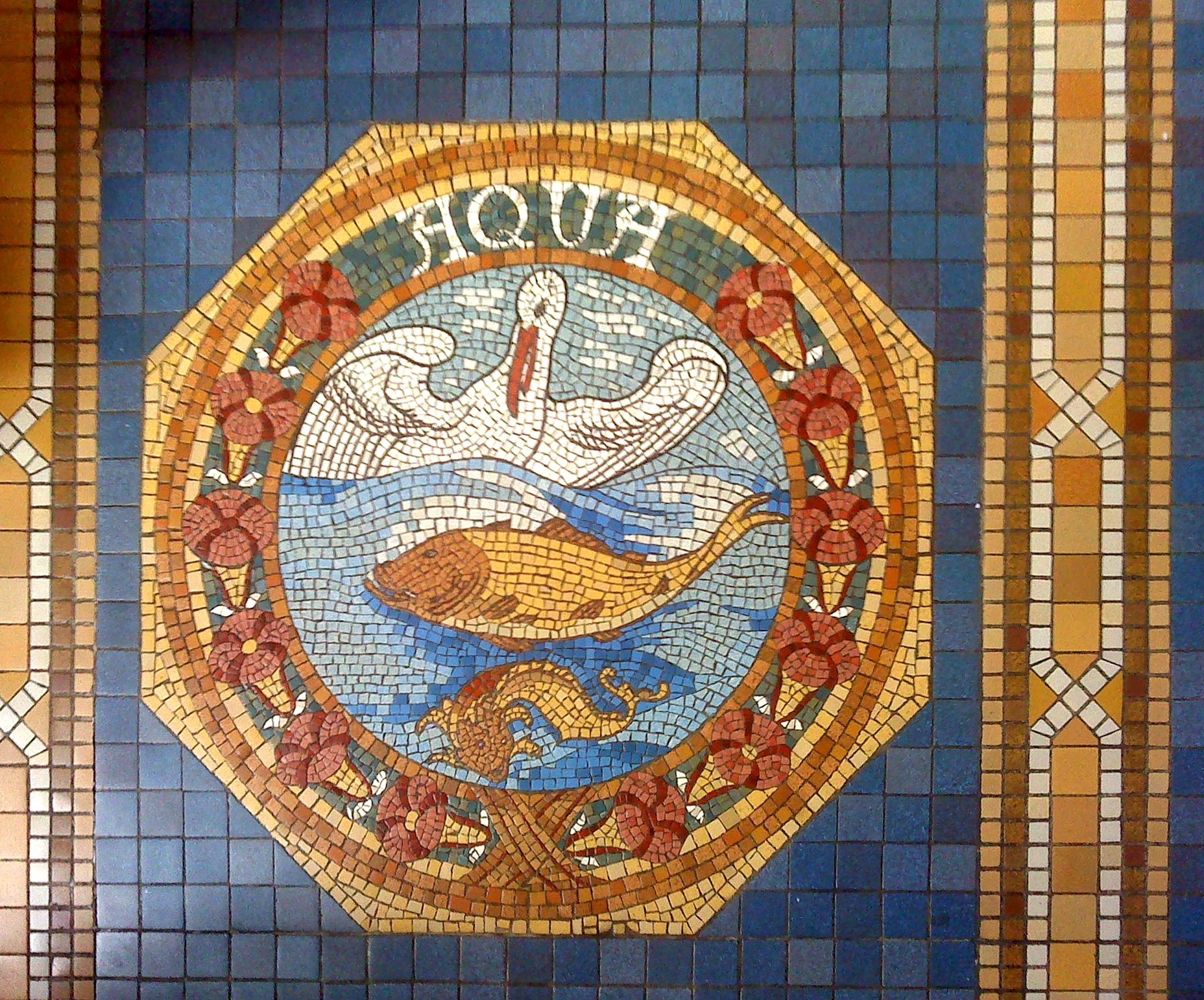
Wasser
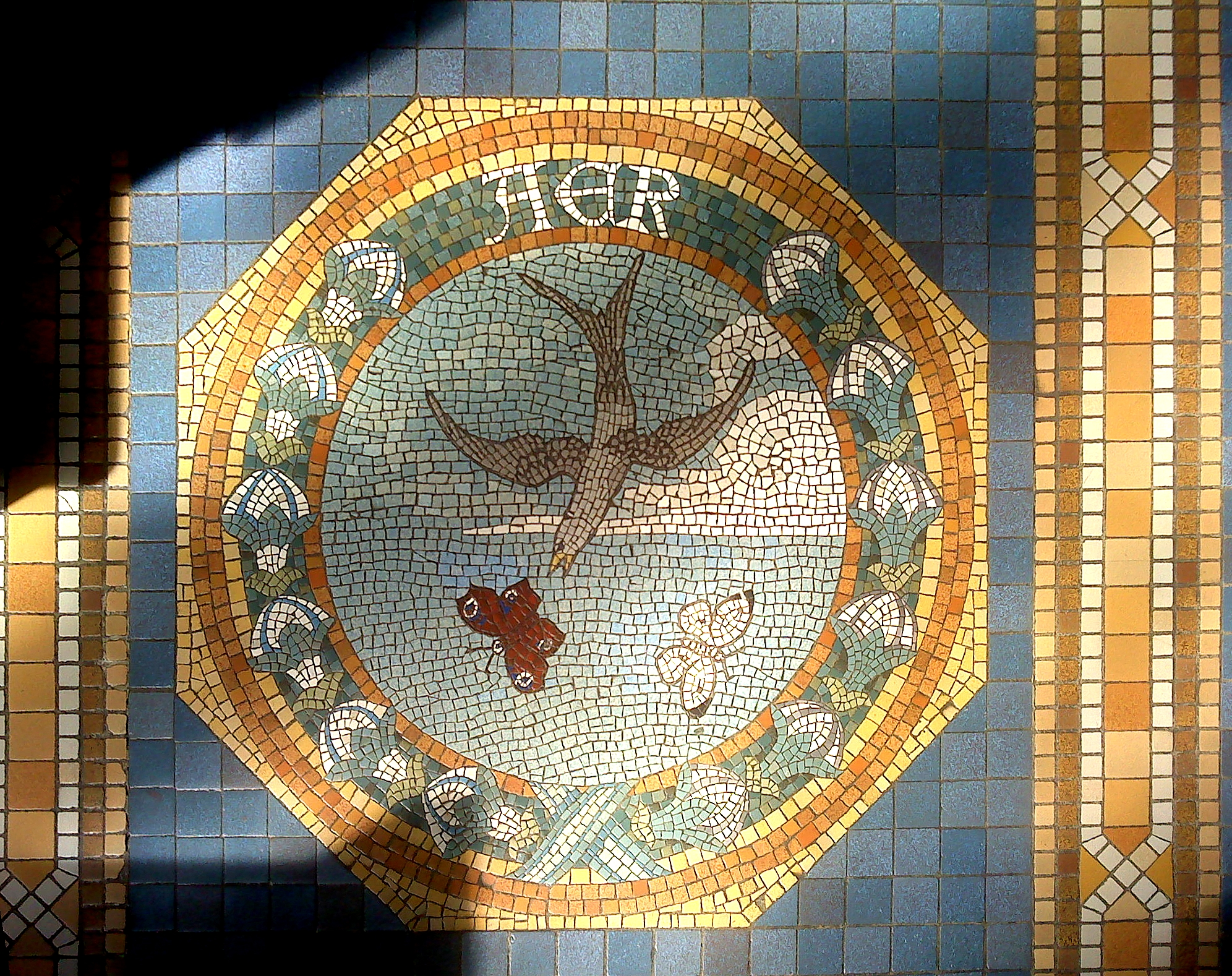
Luft
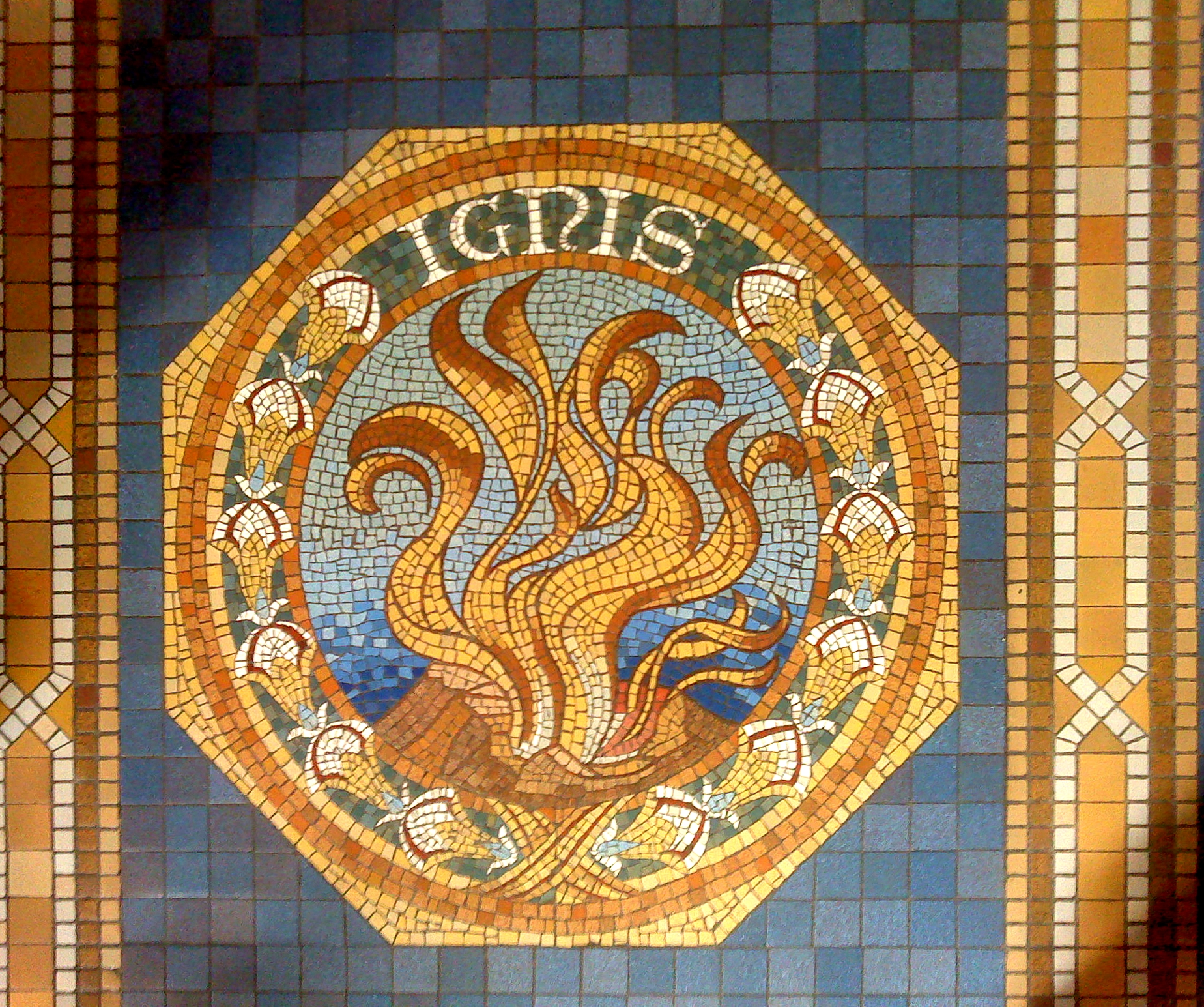
Feuer

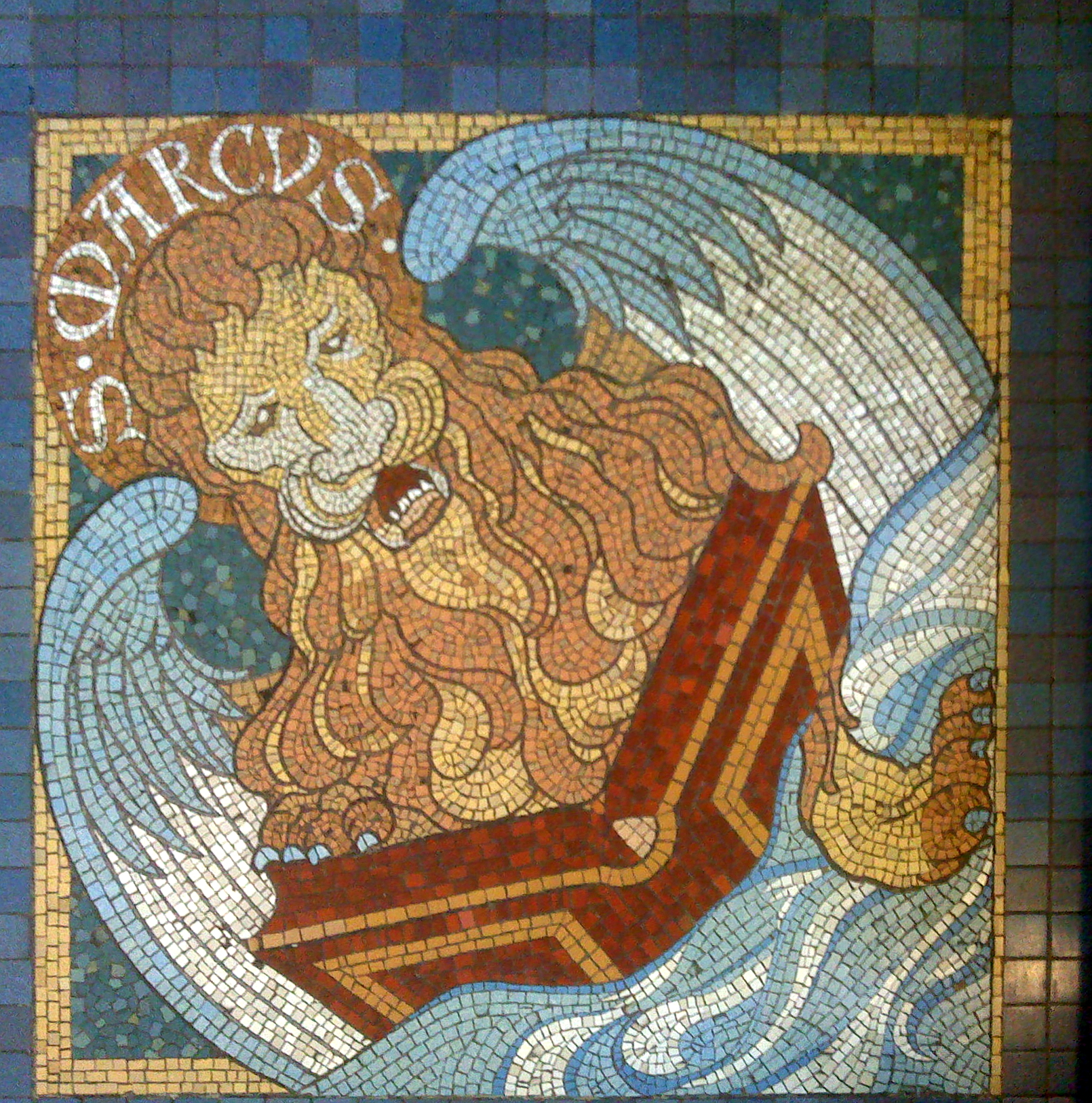
Marcus (Löwe)
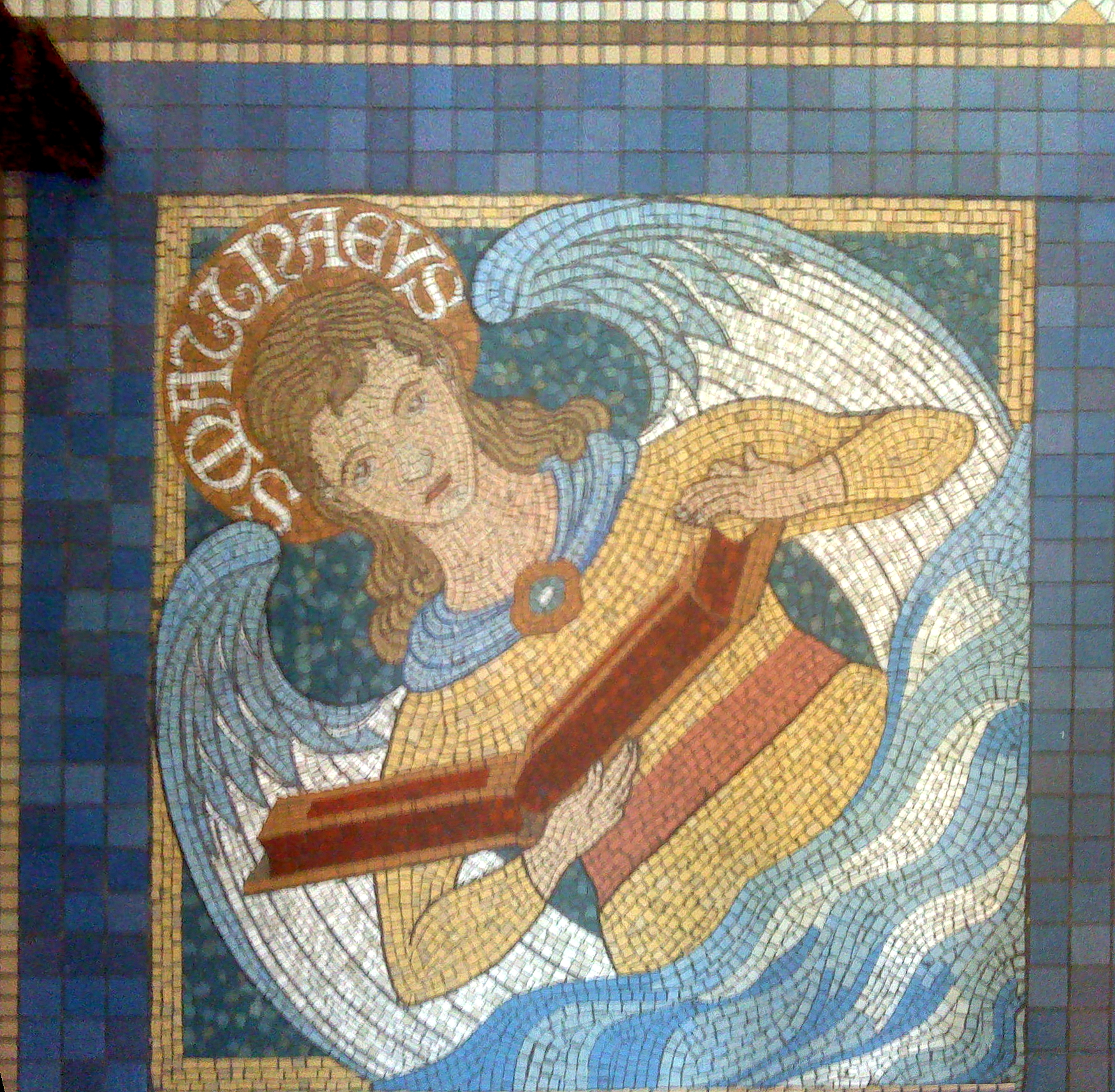
Matthäus (Der Mensch)
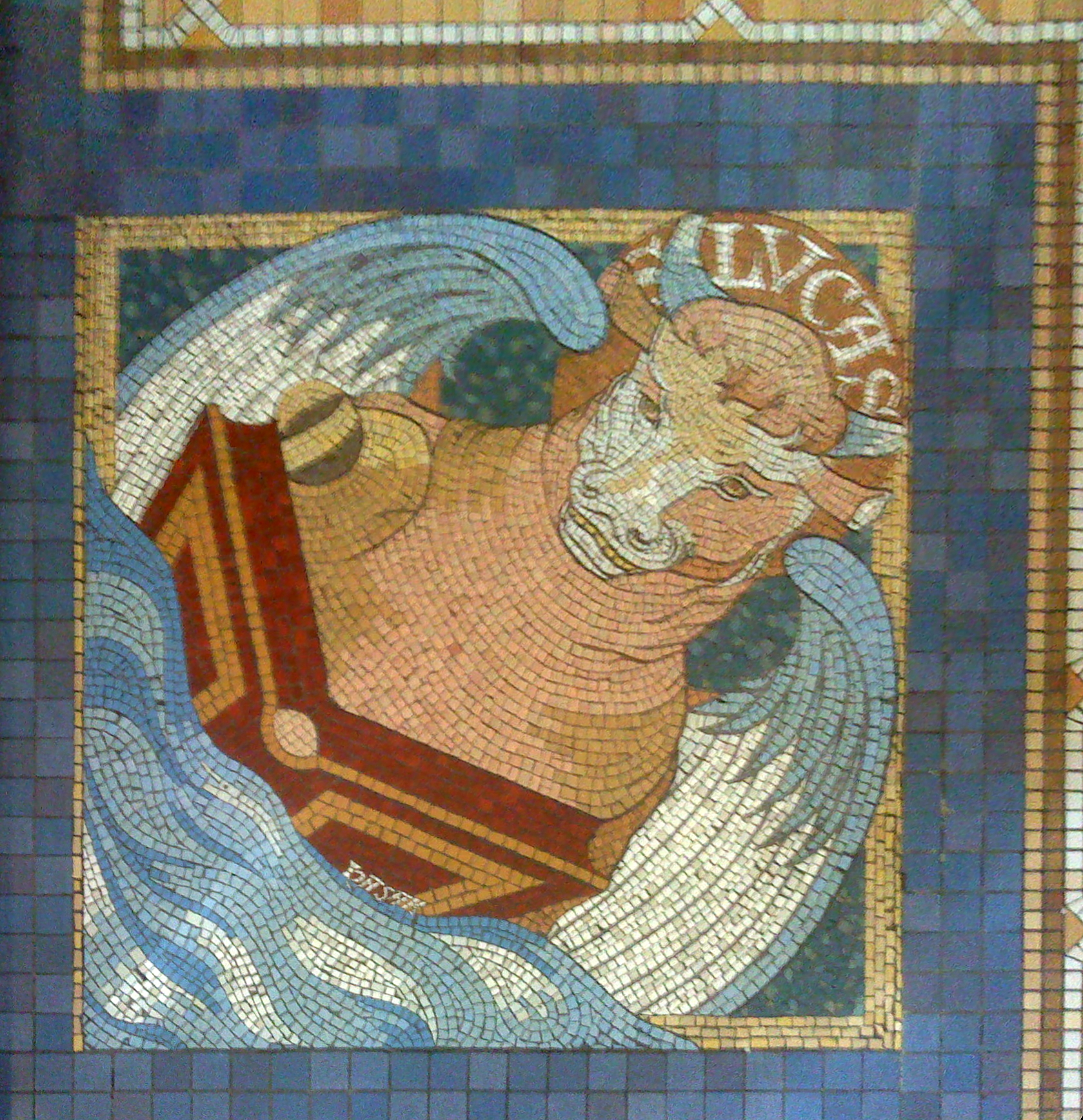
Lucas (Stier)
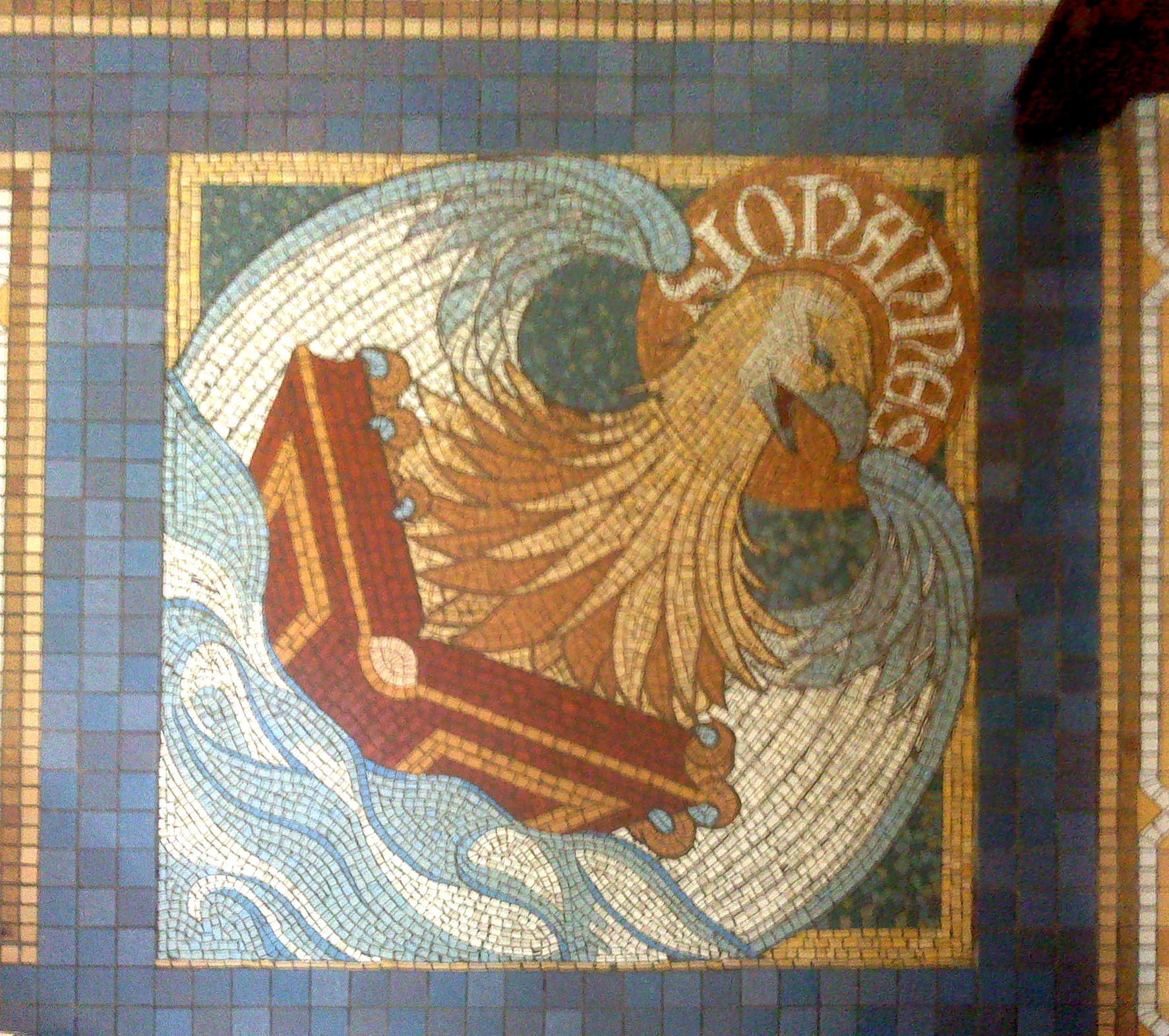
Johannes (Adler)
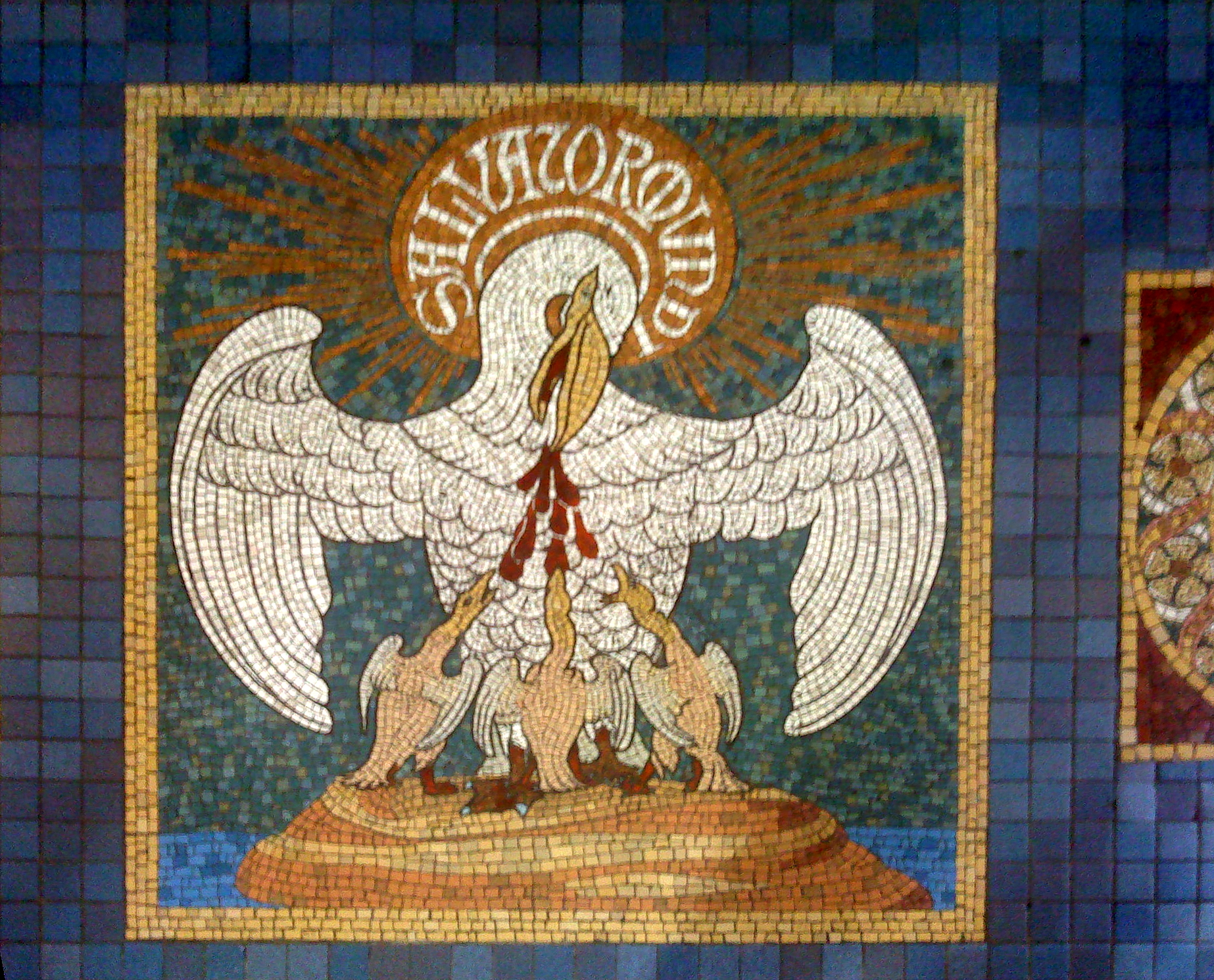
Jesus Christus (Pelikan)

An den Wänden im Vorraum sind mehrere Bilder zu sehen, u. a. das Sujet Guter Hirte darstellend (Urheber vermutlich Julius Schnorr von Carolsfeld; signiert 1852), des Weiteren die Namenspatronin der Krankenpflegeeinrichtung Hl. Hedwig (Maler E. Hammacher; 1867) sowie zehn Porträts von Generaloberinnen des Borromäus-Ordens aus dem 19. und 20. Jahrhundert.

## In der Nachbarschaft
In der Nähe der Kapelle auf dem Krankenhausgelände befindet sich die kleinere frühzeitig profanierte Annakapelle. Sie ist ebenfalls mit Nachbargebäuden verbunden, auf ihrer Turmspitze prangt ein schmiedeeisernes Kreuz. Mitte der 2010er Jahre stand sie leer, soll laut einer Erklärungstafel am Bauwerk aber als offenes Atelier dienen. Hier ist ein vom Künstler Charles Crodel geschaffenes Glasfenster eingebaut.